# سبخات بونتين

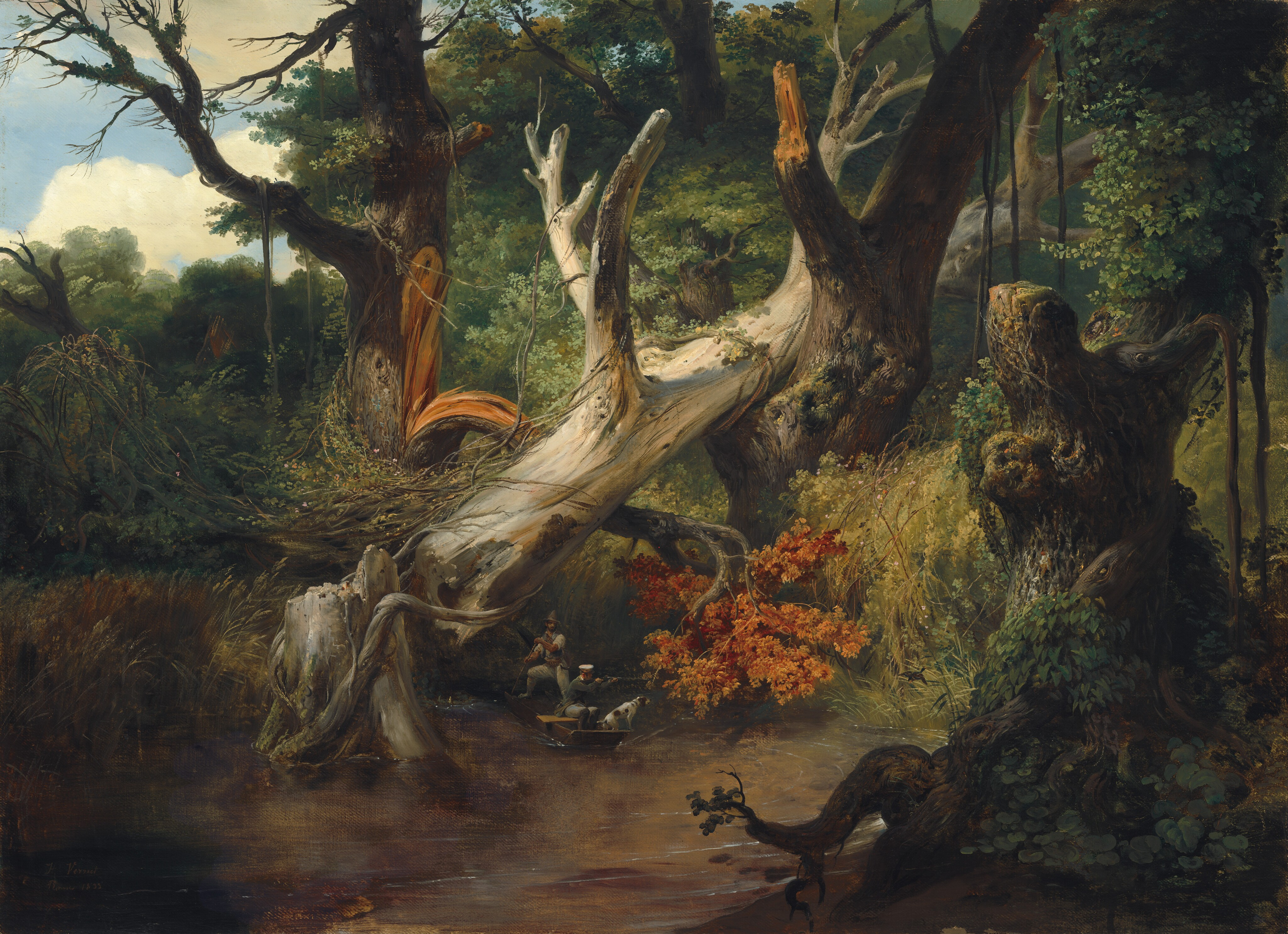
الصيد في سبخات بونتين، رسمة زيت على قماش بواسطة هوراس فيرنيه عام 1833.

منطقة سبخة في إيطاليا تغطي نحو 70,820 هكتاراً جنوبي روما، بين سيتيرنا وتيراسينا. ظلت سبخات بونتين مسؤولة قرونًا عديدة عن انتشار أوبئة الملاريا على نطاق واسع في وسط إيطاليا. وقام الأباطرة الرومان الأوائل، ثم البابا سكستوس الخامس فيما بعد، بتجفيف المناطق التي ترتفع فوق سطح البحر من خلال حفر قنوات تصريف. وفي الثلاثينيات من القرن العشرين قام بنيتو موسوليني، حاكم إيطاليا، بتجفيف بقية السبخات من خلال نظام سدود ومضخات.